# Conceição Lima
Maria da Conceição de Deus Lima (Santana, 8 de Dezembro de 1961), mais conhecida por Conceição Lima, é uma poeta são-tomense.

## Biografia
Natural de Santana da ilha de São Tomé, São Tomé e Príncipe. Estudou jornalismo em Portugal e trabalhou na rádio, televisão e na imprensa escrita em São Tomé e Príncipe. Em 1993 fundou o semanário independente O País Hoje. Na altura exerceu a função de directora do mesmo até a data da sua extinção. É licenciada em Estudos Afro-Portugueses e Brasileiros pelo King's College de Londres. Reside e trabalha como jornalista e produtora dos serviços de Língua Portuguesa da BBC. Já publicou poemas em jornais, revistas, e antologias em vários países. Em 2004 publicou O Útero da Casa pela editorial Caminho de Lisboa e em 2006 publicou A Dolorosa Raiz do Micondó pela mesma editorial.
Lima é considerada uma poeta do periodo pós-colonial. Começou a escrever poemas na sua juventude. Em 1979, com apenas dezenove anos, viajou até Angola, onde participou na Sexta Conferência de Escritores Afro-Asiáticos. Recitou alguns dos seus poemas e era, provavelmente, a mais jovem dos participantes presentes. Conceição Lima considera esta a primeira fase da sua carreira como poeta. A segunda fase da sua carreira, começou com a publicação dos seus poemas em jornais, revistas e antologias.

## Influências familiares
Em 2009 Conceição Lima deslocou-se a Póvoa de Varzim (Portugal) ao Colégio de Amorim onde partilhou com os estudantes algumas histórias da sua infância e dos familiares que mais lhe influenciaram. Ela recordou o seu pai e confessou que foi ele quem lhe ensinou o poder das palavras. Pois quando era pequena o pai compunha músicas para a mãe quando ela se zangava com ele. Assim, a pequena Conceição apercebeu-se de que as palavras tinham o poder de trazer a paz, porque a mãe fazia as pazes com ele. No entanto, também lhe mostrou que as palavras ferem, pois para a mãe estar zangada é porque antes o pai a tinha magoado com palavras. Lima confidenciou também que o pai achava que ela ia ser poeta quando crescesse porque tinha uma imaginação muito fértil.

## Obras
- O Útero da Casa (2004)
- A Dolorosa Raiz do Micondó (2006)
- O País de Akendenguê (2011)
- Quando Florirem Salambás no Tecto do Pico (2015)

## Interpretações críticas
A poesia de Conceição Lima despertou o interesse da escritora Inocência Mata, também oriunda de São Tomé e Príncipe. Segundo Mata, a poesia de Conceição Lima funciona como a voz da consciência para a Europa devido ao sofrimento que tem ocorrido há séculos na sociedade são-tomense (escravatura, colonialismo). Uma poesia que também dá voz ao descontentamento daqueles ideais que não se realizaram após a independência mas que deram lugar a um clima de repressão, angústia e medo.